# Tânia Maria
Tânia Maria (Tânia Maria Correia Reis) est une chanteuse, pianiste et compositrice de jazz née le 9 mai 1948 à São Luis, dans le Maranhão, au nord-ouest du Brésil.

## Carrière musicale
Tânia Maria grandit dans une banlieue de Rio de Janeiro dans une famille où la musique est pratiquée assidûment en amateur. Elle commence le piano à l'âge de 7 ans. Son père, métallurgiste, musicien amateur qui joue du banjo et de la guitare et dirige un groupe local de musiciens de choro, lui donne le goût de la musique, et l’encourage à suivre des études de piano classique. À 13 ans elle gagne un prix lors d'un concours régional de piano. Elle sort son premier album au Brésil à l'âge de 16 ans.
Après de courtes études de droit, elle se marie à l'âge de 17 ans. Cinq ans plus tard elle décide contre l'avis de sa mère de se consacrer définitivement à une carrière musicale. Encouragée par son père, elle commence sa carrière musicale en chantant le week-end dans les bars et les clubs de Rio de Janeiro et de São Paulo. Claude Nougaro l'y découvre au début des années 1970 et l'invite en France en première partie de concert à l'Olympia. Elle commence véritablement sa carrière en 1974 lorsque Eddie Barclay, après l'avoir écoutée au bar musical A Batida au sein du complexe Via Brasil de la tour Montparnasse, lui propose d'enregistrer son disque Via Brasil.
Une grande partie de sa carrière se déroule d'abord en France, où elle s'installe à Paris en 1974, puis aux États-Unis en 1981 (Port Jefferson et Manhattan), où le guitariste Charlie Byrd la présente à Carl Jefferson, alors directeur du label Concord Jazz. Sa carrière est lancée lors de sa participation à l'émission The Merv Griffin Show (en) sur la NBC. Leonard Feather, célèbre critique de jazz du Los Angeles Times, attribue à son album Piquant un Golden Feather Award.
Tânia Maria chante en anglais et en portugais, elle mélange le jazz, la pop et le blues, le choro et la samba. Outre sa voix grave, son style est particulièrement reconnaissable à la façon dont elle scatte ou siffle et joue simultanément ses mélodies au piano.
Elle se produit sur scène en trio (avec Thierry Fanfant (b) et Jean-Philippe Fanfant (dr)) ou en quartet (avec Marc Bertaux (b), Hubert Colau (dr) et Edmundo Carniero (perc)).

## Récompenses et distinctions
- 1986 : nomination au Grammy Award de la meilleure interprétation vocale féminine de jazz pour l'album Made in New York.
- 2009 : Officier de l'ordre des Arts et des Lettres.
- 2012 : nomination au Latin Grammy Award 2012 du Best Latin Jazz Album pour Tempo.

## Discographie
- 1963 : Tânia Maria E Seu Conjunto - Para Dançar Vol. 2, CBS Brazil
- 1966 : Apresentamos Tânia Maria, Continental Records
- 1971 : Olha Quem Chega (réédition en 2004), EMI Portugal
- 1973 : Chamego / Recado Ao Poeta (45 T), Odeon Records
- 1974 : Via Brasil, Tania Maria With Boto & Helio[7], Disques Barclay, réédition EmArcy Records
- 1975 : Via Brasil - 2, EmArcy Records
- 1978 : Brazil With My Soul, EmArcy Records
- 1979 : Tania Maria: Live  (enregistré en 1978 au Azzhus Montmartre, Copenhague), Accord
- 1979 : Tania Maria & Niels-Henning Ørsted Pedersen, Continental Records
  - Les deux disques précédents ont été réédités sous forme d'un double CD : Tania Maria in Copenhagen (2010), Stunt Records
- 1980 : Piquant, Concord Records
- 1981 : Taurus, Concord Records
- 1982 : Come With Me, Concord Records
- 1983 : Love Explosion, Concord Records
- 1985 : The Real Tania Maria: Wild! (enregistré en public en 1984), Concord Records
- 1986 : Made In New-York, Manhattan Records - EMI
- 1988 : Lady from Brazil, Manhattan Records - EMI
- 1989 : Forbidden Colors, Capitol Records - EMI
- 1990 : Bela Vista, World Pacific
  - 1993 : The Best of Tania Maria (compilation des 4 précédents), World Pacific
- 1993 : Outrageous, Concord Records
  - The Real Tania Maria: Wild! et Outrageous ont été réédités sous forme d'un double CD : Outrageously Wild (2003), Concord Records
- 1995 : No Comment, TKM Records
- 1995 : Tania Maria's Nouvelle Vague: Alive & Cooking, EP Live, West Wind Records
- 1996 : Bluesilian, TKM Records
- 1997 : Europe[8] (enregistré en public en 1991 et en 1993), avec Steve Gadd (d) et Anthony Jackson (b), New Note Records
- 1998 : The Concord Jazz Heritage Series, compilation d'enregistrements Concord Records, Concord Records
- 1999 : The Very Best of Tania Maria, compilation d'enregistrements Concord Records, Nascente Records
- 2000 : Happiness, double album, compilation d'enregistrements Concord Records, Recall Records UK
- 2000 : Viva Brasil, Naïve Records
- 2001 : Viva Maria, compilation des albums Piquant (1981) et Taurus (1982), Concord Records
- 2002 : Live At The Blue Note, Concord Records
- 2002 : Free Soul - The Classic of Tania Maria, album de reprises, import Japon, Concord Records
- 2003 : The Very Best of Tania Maria: Queen of Brazilian Jazz, compilation d'enregistrements Concord Records de 1981 à 2002, Manteca Records
- 2005 : Intimidade, Blue Note Records
- 2010 : It's Only Love - Live With The Frankfurt Radio Bigband[9], avec le hr-Bigband (en) dirigé par Jörg Achim Keller (de), BHM Productions, enregistré en 2007[10]
- 2011 : Tempo, en duo avec Eddie Gomez (b), Naïve Records
- 2012 : Canto, Naïve Records

## Filmographie
- Tania Maria - Purely Music Concert Series, Laserdisc, 58 min, Videofilm Producers International (1983)
- Viva Brazil : Sur la route avec Tania Maria, 47 min, Patrick Savey (2000)[11]
- Tanya Maria: The Beat of Brazil, DVD, 60 min, View Video / Arkadia, 2008 (avec Laurindo Almeida)